# Wereldkampioenschap voetbal 2014 (Groep A) Kroatië - Mexico
Dit artikel gaat over de wedstrijd in de groepsfase in groep A tussen Kroatië en Mexico die gespeeld werd op maandag 23 juni 2014 tijdens het wereldkampioenschap voetbal 2014. Op dezelfde dag werden de wedstrijden Nederland – Chili, Australië – Spanje en Kameroen – Brazilië gespeeld.

## Voorafgaand aan de wedstrijd
- Kroatië staat bij aanvang van het toernooi op de 18e plaats van de FIFA-wereldranglijst. Kroatië had, in tegenstelling tot de Brazilianen, een grote opmars op de ranglijst in 2013. In juni stond het op de vierde plaats, na in november 2012 de top 10 binnen te zijn gekomen. In juli daalde het vier plaatsen en de daling stopte niet, met als dieptepunt april 2014, toen Kroatië naar de twintigste plaats was gedaald.[1] Daarmee is het het dertiende land op de zonale ranglijst.
- Kroatië speelde voor deze wedstrijd twee andere wedstrijden. De eerste wedstrijd tegen Brazilië verloor Kroatië met 3-1 en de tweede wedstrijd tegen Kameroen werd door Kroatië gewonnen; ditmaal met 0-4.
- Mexico staat bij aanvang van het toernooi op de twintigste plaats van de FIFA-wereldranglijst. In oktober 2013 bereikte het een dieptepunt op deze lijst met een vierentwintigste positie – een halfjaar daarvoor stond Mexico nog op de veertiende plaats – maar verder kende het een stabiele notering rond plaats twintig. Een notering binnen de top 10 werd niet meer behaald sinds juni 2011; toen steeg het Mexicaans elftal van plaats 28 naar de negende positie na het winnen van de CONCACAF Gold Cup. In juni werd Mexico door groepsgenoot Kroatië gepasseerd, waarmee het zich weer stabiliseerde op zijn vertrouwde twintigste positie.[2] Daarmee is het tevens het op een na hoogst genoteerde land dat is aangesloten bij de CONCACAF, na de Verenigde Staten.
- Mexico won zijn eerste wedstrijd en speelde de andere gelijk; de eerste wedstrijd tegen Kameroen met 1-0 en de tweede wedstrijd tegen Brazilië met 0-0.
- Deze landen speelden drie keer eerder tegen elkaar. In totaal  werden twee van die wedstrijden door Kroatië gewonnen; de andere werd door Mexico gewonnen. Mexico wist twee keer in het doel van de Kroatiërs te scoren; andersom gebeurde dat vijf keer.[3]

## Wedstrijdgegevens
| Datum                | 23 juni 2014                              | 23 juni 2014                              |
| Wedstrijdnummer      | 36                                        | 36                                        |
| Stadion              | Itaipava Arena Pernambuco, Recife         | Itaipava Arena Pernambuco, Recife         |
| Toeschouwers         | 41.212                                    | 41.212                                    |
| Scheidsrechter       | Ravshan Irmatov                           | Ravshan Irmatov                           |
| Assistenten          | Abdukhamidullo Rasulov Bakhadyr Kochkarov | Abdukhamidullo Rasulov Bakhadyr Kochkarov |
| Vierde official      | Sidi Alioum                               | Sidi Alioum                               |
| Man van de wedstrijd | Rafael Márquez                            | Rafael Márquez                            |
|                      | Kroatië                                   | Mexico                                    |
| Doelpunten           | 1                                         | 3                                         |
| Gele kaarten         | 1                                         | 2                                         |
| Rode kaarten         | 1                                         | 0                                         |
| Wissels              | 3                                         | 3                                         |
| Schoten op doel      | 5                                         | 7                                         |
| Schoten naast doel   | 5                                         | 5                                         |
| Overtredingen        | 18                                        | 12                                        |
| Hoekschoppen         | 7                                         | 9                                         |
| Buitenspel           | 1                                         | 1                                         |
| Vrije trappen        | 13                                        | 18                                        |
| Geslaagde passes     | 375                                       | 311                                       |
| Mislukte passes      | 137                                       | 126                                       |
| Gewonnen duels       | 66                                        | 38                                        |
| Balbezit (%)         | 55                                        | 45                                        |

| Kroatië | 1 – 3           | Mexico |
| Ivan Perišić (Ivan Rakitić) 87' | goals (assists) | 72' Rafael Márquez (Héctor Herrera) 75' Andrés Guardado (Oribe Peralta) 82' Javier Hernández (Rafael Márquez)                                                                                   |
| Niko Kovač | bondscoach      | Miguel Herrera |
| Stipe Pletikosa Šime Vrsaljko 58' Danijel Pranjić 74' Vedran Ćorluka Dejan Lovren Darijo Srna Ivan Perišić Ivan Rakitić Luka Modrić Mario Mandžukić Ivica Olić 69' | opstellingen    | Guillermo Ochoa Francisco Javier Rodríguez Rafael Márquez Héctor Moreno Paul Aguilar Héctor Herrera Miguel Layún 84' Andrés Guardado José Juan Vázquez 62' Giovani dos Santos 79' Oribe Peralta |
| Mateo Kovačić 58' Ante Rebić 69' Nikica Jelavić 74' | wissels         | 62' Javier Hernández 79' Carlos Peña 84' Marco Fabián |
| Ivan Rakitić 9' | gele kaarten    | 39' Rafael Márquez 66' José Juan Vázquez |
| Ante Rebić 89' | rode kaarten    | |

## Wedstrijden
| Groepswedstrijden      |                       |                         |                       |                         |                        |                        |                         |
| Groep A                | Groep B               | Groep C                 | Groep D               | Groep E                 | Groep F                | Groep G                | Groep H                 |
| Brazilië – Kroatië     | Spanje – Nederland    | Colombia - Griekenland  | Uruguay – Costa Rica  | Zwitserland – Ecuador   | Argentinië – Bosnië    | Duitsland – Portugal   | België – Algerije       |
| Mexico – Kameroen      | Chili – Australië     | Ivoorkust – Japan       | Engeland – Italië     | Frankrijk – Honduras    | Iran – Nigeria         | Ghana – U.S.A.         | Rusland – Zuid-Korea    |
| Kameroen – Kroatië     | Australië – Nederland | Japan – Griekenland     | Italië – Costa Rica   | Honduras – Ecuador      | Nigeria – Bosnië       | U.S.A. – Portugal      | Zuid-Korea – Algerije   |
| Brazilië – Mexico      | Spanje – Chili        | Colombia – Ivoorkust    | Uruguay – Engeland    | Zwitserland – Frankrijk | Argentinië – Iran      | Duitsland – Ghana      | België – Rusland        |
| Kameroen – Brazilië    | Australië – Spanje    | Japan – Colombia        | Italië – Uruguay      | Honduras – Zwitserland  | Nigeria – Argentinië   | U.S.A. – Duitsland     | Zuid-Korea – België     |
| Kroatië – Mexico       | Nederland – Chili     | Griekenland – Ivoorkust | Costa Rica – Engeland | Ecuador – Frankrijk     | Bosnië – Iran          | Portugal – Ghana       | Algerije – Rusland      |
| Achtste finales        |                       |                         |                       |                         |                        |                        |                         |
| Brazilië Chili         | Colombia Uruguay      | Frankrijk Nigeria       | Duitsland Algerije    | Nederland Mexico        | Costa Rica Griekenland | Argentinië Zwitserland | België Verenigde Staten |
| Kwartfinales           |                       |                         |                       |                         |                        |                        |                         |
| Brazilië – Colombia    | Brazilië – Colombia   | Frankrijk – Duitsland   | Frankrijk – Duitsland | Nederland – Costa Rica  | Nederland – Costa Rica | Argentinië – België    | Argentinië – België     |
| Halve finales          |                       |                         |                       |                         |                        |                        |                         |
| Brazilië – Duitsland   | Brazilië – Duitsland  | Brazilië – Duitsland    | Brazilië – Duitsland  | Nederland – Argentinië  | Nederland – Argentinië | Nederland – Argentinië | Nederland – Argentinië  |
| Troostfinale           |                       |                         |                       |                         |                        |                        |                         |
| Brazilië – Nederland   |                       |                         |                       |                         |                        |                        |                         |
| Finale                 |                       |                         |                       |                         |                        |                        |                         |
| Duitsland – Argentinië |                       |                         |                       |                         |                        |                        |                         |

HNS · A-internationals · Selecties · Bondscoaches · Statistieken · Kroatisch vrouwenelftal · Olympisch elftal · Kroatië U21 · Kroatië U20 · Kroatië U19 · Kroatië U18 · Kroatië U17 · Kroatië U16
1940 – 1956 ·
1990 – 1999 ·
2000 – 2009 ·
2010 – 2019 ·
2020 − 2029
EK's: 1996 · 
2000 · 
2004 · 
2008 · 
2012 · 
2016 · 
2020 · 
2024
WK's: 1998 · 
2002 · 
2006 · 
2010 · 
2014 · 
2018 · 
2022
1940 · 
1941 · 
1942 · 
1943 · 
1944 · 
1945–1955 · 
1956 · 
1957–1989 · 
1990 · 
1991 · 
1992 · 
1993 · 
1994 · 
1995 · 
1996 · 
1997 · 
1998 · 
1999 · 
2000 · 
2001 · 
2002 · 
2003 · 
2004 · 
2005 · 
2006 · 
2007 · 
2008 · 
2009 · 
2010 · 
2011 · 
2012 · 
2013 ·  
2014 · 
2015 · 
2016 · 
2017 · 
2018 ·
2019 ·
2020 ·
2021 ·
2022 ·
2023
Albanië ·
Andorra ·
Argentinië ·
Armenië ·
Australië ·
Azerbeidzjan · 
België ·
Bosnië en Herzegovina ·
Brazilië ·
Bulgarije ·
Canada ·
Chili ·
China ·
Cyprus ·
Denemarken ·
Duitsland ·
Ecuador ·
Egypte ·
Engeland ·
Estland ·
Finland ·
Frankrijk ·
Georgië ·
Gibraltar ·
Griekenland ·
Hongarije ·
Hongkong ·
Ierland ·
IJsland ·
Indonesië ·
Iran ·
Israël ·
Italië ·
Jamaica ·
Japan ·
Joegoslavië ·
Jordanië ·
Kameroen · 
Kazachstan ·
Kosovo ·
Letland ·
Litouwen ·
Liechtenstein ·
Mali ·
Malta ·
Marokko · 
Mexico ·
Moldavië ·
Nederland ·
Nigeria ·
Noord-Ierland ·
Noord-Macedonië ·
Noorwegen ·
Oekraïne ·
Oostenrijk ·
Peru ·
Polen ·
Portugal ·
Qatar ·
Roemenië ·
Rusland ·
San Marino ·
Saoedi-Arabië ·
Schotland ·
Senegal · 
Servië · 
Slovenië ·
Slowakije ·
Spanje ·
Tsjechië ·
Tunesië ·
Turkije ·
Wales ·
Wit-Rusland ·
Zuid-Korea ·
Zweden ·
Zwitserland
Argentinië (2018) ·
Argentinië (2022) ·
Australië (2006) ·
België (2022) ·
Brazilië (2006) ·
Brazilië (2014) ·
Brazilië (2022) ·
Denemarken (2018) ·
Duitsland (2008) ·
Engeland (2018) ·
Engeland (2021) ·
Frankrijk (2018) ·
Ierland (2012) ·
IJsland (2018) ·
Italië (2012) ·
Japan (2006) ·
Kameroen (2014) ·
Marokko (2022, 1) ·
Marokko (2022, 2) ·
Mexico (2014) ·
Nigeria (2018) ·
Oostenrijk (2008) ·
Polen (2008) ·
Rusland (2018) ·
Schotland (2021) ·
Spanje (2012) ·
Spanje (2021) ·
Tsjechië (2016) ·
Tsjechië (2021) ·
Turkije (2008) ·
Turkije (2016)
FMF · A-internationals · Selecties · Bondscoaches · Statistieken · Mexicaans vrouwenelftal · Olympisch elftal · Mexico U21 · Mexico U20 · Mexico U19 · Mexico U18 · Mexico U17
1920 – 1949 ·
1950 – 1969 ·
1970 – 1979 ·
1980 – 1989 ·
1990 – 1999 ·
2000 – 2009 ·
2010 – 2019 ·
2020 – 2029
Copa América 1993 ·
Copa América 1995 ·
Copa América 1997 ·
Copa América 1999 ·
Copa América 2001 ·
Copa América 2004 ·
Copa América 2007 ·
Copa América 2011 ·
Copa América 2015 · 
Copa América 2016
WK 1930 ·
WK 1950 ·
WK 1954 ·
WK 1958 ·
WK 1962 ·
WK 1966 ·
WK 1970 ·
WK 1978 ·
WK 1986 ·
WK 1994 ·
WK 1998 ·
WK 2002 ·
WK 2006 ·
WK 2010 ·
WK 2014 · 
WK 2018
OS 1928 ·
OS 1948 ·
OS 1964 ·
OS 1968 ·
OS 1972 ·
OS 1976 ·
OS 1992 ·
OS 1996 ·
OS 2004 ·
OS 2012 ·
OS 2016 ·
OS 2020
1923 ·
1924–1927 ·
1928 ·
1929 ·
1930 ·
1931–1933 ·
1934 ·
1935 ·
1936 ·
1937 ·
1938 ·
1939–1946 ·
1947 ·
1948 ·
1949 ·
1950 ·
1951 ·
1952 ·
1953 ·
1954 ·
1955 ·
1956 ·
1957 ·
1958 ·
1959 ·
1960 ·
1961 ·
1962 ·
1963 ·
1964 ·
1965 ·
1966 ·
1967 ·
1968 ·
1969 ·
1970 · 
1971 · 
1972 · 
1973 · 
1974 · 
1975 · 
1976 · 
1977 · 
1978 · 
1979 · 
1980 · 
1981 · 
1982 · 
1983 · 
1984 · 
1985 · 
1986 · 
1987 · 
1988 · 
1989 · 
1990 · 
1991 · 
1992 · 
1993 · 
1994 · 
1995 · 
1996 · 
1997 · 
1998 · 
1999 · 
2000 · 
2001 · 
2002 · 
2003 · 
2004 · 
2005 · 
2006 · 
2007 · 
2008 · 
2009 · 
2010 · 
2011 · 
2012 · 
2013 · 
2014 · 
2015 · 
2016 ·
2017 ·
2018 ·
2019 ·
2020 ·
2021 ·
2022 ·
2023
Albanië ·
Algerije ·
Angola ·
Argentinië ·
Australië ·
België ·
Belize ·
Bermuda ·
Bolivia ·
Bosnië en Herzegovina ·
Brazilië ·
Bulgarije ·
Canada ·
Chili ·
China ·
Colombia ·
Congo-Kinshasa ·
Costa Rica ·
Cuba ·
Curaçao ·
DDR ·
Denemarken ·
Dominica ·
Duitsland ·
Ecuador ·
Egypte ·
El Salvador ·
Engeland ·
Estland ·
Fiji ·
Finland ·
Frankrijk ·
Gambia ·
Ghana ·
Griekenland ·
Guatemala ·
Guyana ·
Haïti ·
Honduras ·
Hongarije ·
Ierland ·
IJsland ·
Irak ·
Iran ·
Israël ·
Italië ·
Ivoorkust ·
Jamaica ·
Japan ·
Joegoslavië ·
Kameroen ·
Kroatië ·
Liberia ·
Luxemburg ·
Marokko ·
Martinique ·
Nederland ·
Nederlandse Antillen ·
Nicaragua ·
Nieuw-Zeeland ·
Nigeria ·
Noord-Ierland ·
Noord-Korea ·
Noorwegen ·
Oekraïne ·
Oezbekistan ·
Panama ·
Paraguay ·
Peru ·
Polen ·
Portugal ·
Qatar ·
Roemenië ·
Rusland ·
Saint Kitts en Nevis ·
Saint Vincent en de Grenadines ·
Saoedi-Arabië ·
Schotland ·
Senegal ·
Servië ·
Slovenië ·
Slowakije ·
Sovjet-Unie ·
Spanje ·
Suriname ·
Trinidad en Tobago ·
Tsjechië ·
Tsjecho-Slowakije ·
Tunesië ·
Uruguay ·
Venezuela ·
Verenigde Staten ·
Wales ·
Wit-Rusland ·
Zuid-Afrika ·
Zuid-Korea ·
Zweden ·
Zwitserland
Angola (2006) ·
Argentinië (2006) ·
Brazilië (1999) ·
Brazilië (2014) ·
Brazilië (2018) ·
Duitsland (2018) ·
Frankrijk (2010) ·
Iran (2006) ·
Kameroen (2014) ·
Kroatië (2014) ·
Nederland (2014) ·
Portugal (2006) ·
Uruguay (2010) ·
Zuid-Afrika (2010) ·
Zuid-Korea (2018) ·
Zweden (2018)